# Plectrohyla tecunumani
Plectrohyla tecunumani es una especie de anfibios de la familia Hylidae.
Es endémica de la sierra de los Cuchumatanes (Guatemala).
Sus hábitats naturales incluyen montanos secos, praderas a gran altitud, ríos y cuevas. Está amenazada de extinción por la destrucción de su hábitat natural.